# Piodermite

Lesão inicial de impetigo (uma piodermite) acima do lábio superior direito

Piodermite é nome dado as várias infecções de pele causadas, geralmente, por bactérias, podendo ser acometida por fungos. São classificadas de acordo com a profundidade da infecção, tais como: foliculite, impetigo, furúnculo, abscesso, celulite e por fim, fasciíte necrotizante. Seus agentes bacterianos costumam ser Staphylococcus aureus ou Streptococcus pyogenes
O tratamento depende da gravidade do quadro, passa por limpeza local, antibiótico tópico, podendo evoluir para internação e medicação antibiótica endovenosa.